# Могоча
Мого́ча — город в Забайкальском крае России, административный центр Могочинского района и городского поселения «Могочинское».
Население — 12 390 чел. (2021).

## Этимология
Возник как посёлок при строительстве железной дороги и станция Могоча (открыта в 1914 году). Название от гидронима реки Могоча (искажённое эвенкское монгочи, где монго — род эвенков, -чи суффикс обладания). С 1950 года — город Могоча.

## География
Город расположен в предгорьях Амазарского хребта, у впадения реки Могочи в реку Амазар (приток Амура), в 609 км к северо-востоку от Читы. Ближайшие крупные населённые пункты (по прямой): Сковородино (Амурская обл) — 290 км и Чернышевск (Забайкальский край) — 306 км.

## История
Могоча появилась в 1910 как посёлок при строительстве Амурской железной дороги. Станция Могоча была открыта в 1914 году. Затем посёлок стал центром золотодобывающего района, рабочий посёлок с 27 ноября 1938, город с 1950 года.
В 1947—1953 годах в городе располагалось управление Ключевлага.
Первое поселение в этих местах началось с зимовья, построенного изыскателями в 1908 году. Информация от старателей о том, что за день в устье реки Могочи можно намыть до 70 золотников, быстро распространялась. Так все крупные поселения района начинались именно старателями. Но начало строительству большого посёлка было положено во время прокладки железной дороги. Строительство станции началось с небольших станционных строений и деревянных бараков, в которых селились путевые рабочие. Уже через четыре года сюда прибыл первый паровоз, а ещё через четыре было построено паровозное депо. До революции Могоча была небольшим разъездом, который состоял из трёх улиц, с населением в 1700 человек. В 1913 году появилась первая школа, в которой обучалось 100 учеников, больница с одним фельдшером, церковь, казённая винная лавка, питейные заведения. Такая инфраструктура мало способствовала просвещению населения, которое в основном работало в паровозном депо и на приисках.
После революции советская власть придавала большое значение развитию Могочинского района, одному из богатейших по разнообразию природных ресурсов. Минерально-сырьевая база включает в себя запасы золота, молибдена, угля, урана, вольфрама, железа, никеля, редкоземельных металлов. Есть источники минеральных вод. Геологи нашли здесь все виды сырья, необходимые для самостоятельного экономического развития, но, несмотря на это разнообразие, в районе добывается только золото. В 1920-е годы добычей золота занималось Амазаро-Урюмское приисковое управление, в 1934 году оно было преобразовано в трест «Верхамурзолото», добывавший драгметалл на территориях Читинской и Амурской областей. 185 золотоносных россыпей Могочи объединены в четыре золотоносных узла: Итакинский, Урюмский, Верхнеамазарский и Могоча-Амазарский. В 1970-е годы появились первые старательские артели.
Могоча является крупной железнодорожной станцией. В 1916 году появилось Могочинское паровозное депо, в 1924 году здесь появилось электричество, в 1930 году началось строительство второго железнодорожного пути, построены электростанция и вагонное депо, дистанция сигнализации и связи. Станция Могоча первой на Забайкальской железной дороге заменила паровозы на магистральные тепловозы ТЭ3. В 1960 году было образовано Могочинское отделение Забайкальской железной дороги, объединившее 45 станций, 4 локомотивных и 3 вагонных депо, 5 дистанций пути.
В 1968 году в городе была развёрнута 11-я отдельная воздушно-штурмовая бригада (в/ч 21460) и 211-я авиационная группа (в/ч 22644), на западной окраине города построен аэродром, на юго-западной — военный городок. Началось строительство многоэтажных домов, школ, больниц, административных зданий. В 1980-е годы жилищное строительство получило новое развитие на базе различных ведомств. В восточной части города возник микрорайон «Горняцкий», строительство которого начал Амазарский ГОК, возникли свои жилые микрорайоны у вагонного депо, опытной механизированной дистанции пути. В городе функционирует сеть библиотек, несколько школ, детские музыкальная и спортивная школы, стадион, историко-краеведческий музей, локомотивного депо, Дом культуры, издаётся еженедельная газета «Могочинский рабочий».
Перемены, происходившие в стране в 1990-е годы, затронули и Могочинский район. Многие предприятия лишились собственности, и на целое десятилетие хозяйство района пришло в упадок. В начале XXI века экономика начала постепенно возрождаться. Важной её составляющей по-прежнему являются золото и лес, а также перерабатывающая промышленность.

## Население
| 1917    | 1959    | 1970    | 1979    | 1989    | 1992    | 1996    | 1998    | 2000    |
| ------- | ------- | ------- | ------- | ------- | ------- | ------- | ------- | ------- |
| 1780    | ↗14 652 | ↗17 884 | ↘17 766 | ↗17 847 | ↘17 500 | ↘15 600 | ↘15 500 | ↘14 900 |
| 2001    | 2002    | 2003    | 2005    | 2006    | 2007    | 2008    | 2009    | 2010    |
| ↘14 500 | ↘13 282 | ↗13 300 | ↘12 400 | ↘12 100 | ↘11 900 | ↘11 800 | ↘11 708 | ↗13 258 |
| 2011    | 2012    | 2013    | 2014    | 2015    | 2016    | 2017    | 2018    | 2019    |
| ↗13 300 | ↗13 422 | ↗13 626 | ↗13 697 | ↘13 640 | ↘13 526 | ↘13 442 | ↘13 285 | ↘13 076 |
| 2020    | 2021    |         |         |         |         |         |         |         |
| ↘12 953 | ↘12 390 |         |         |         |         |         |         |         |

На 1 января 2025 года по численности населения город находился на 857-м месте из 1124 городов Российской Федерации.

## Транспорт
В городе имеется одноимённая железнодорожная станция Могочинского региона Забайкальской железной дороги расположенная на Транссибирской магистрали.

## Климат
Климат Могочи резко континентальный с муссонными чертами. Из-за них, в отличие от большинства городов Забайкальского края, очень высокая температура летом в городе бывает редко.
| Показатель                                            | Янв.  | Фев.  | Март  | Апр.  | Май   | Июнь | Июль  | Авг.  | Сен.  | Окт.  | Нояб. | Дек.  | Год   |
| ----------------------------------------------------- | ----- | ----- | ----- | ----- | ----- | ---- | ----- | ----- | ----- | ----- | ----- | ----- | ----- |
| Абсолютный максимум, °C                               | −3,2  | 5,1   | 14,3  | 22,5  | 31,9  | 34,5 | 37,6  | 33,8  | 29,6  | 21,5  | 9,5   | 2,0   | 37,6  |
| Средний суточный максимум, °C                         | −21,1 | −13,4 | −4,5  | 5,3   | 14,5  | 21,8 | 24,3  | 21,4  | 14,6  | 4,3   | −10,6 | −20,9 | 3,2   |
| Средняя температура, °C                               | −29,3 | −24,3 | −14,3 | −2    | 7,1   | 14,1 | 17,0  | 13,9  | 6,7   | −3,8  | −18,8 | −27,8 | −5,1  |
| Средний суточный минимум, °C                          | −35,9 | −33,1 | −24,1 | −10   | −1,2  | 5,5  | 9,5   | 7,0   | 0,0   | −10,7 | −25,4 | −33,9 | −12,5 |
| Абсолютный минимум, °C                                | −48,8 | −51,5 | −44,2 | −29,3 | −16,7 | −6,7 | −1,7  | −5,1  | −12,8 | −32   | −43,6 | −51,7 | −51,7 |
| Норма осадков, мм                                     | 3,2   | 4,2   | 7,2   | 16,8  | 31,5  | 83,5 | 110,2 | 105,3 | 42,2  | 14,6  | 8,7   | 5,6   | 433   |
| Источник: Thermo-Karelia Climate Charts World Climate |       |       |       |       |       |      |       |       |       |       |       |       |       |

| Солнечное сияние, часов за месяц.                 | Солнечное сияние, часов за месяц.                 | Солнечное сияние, часов за месяц.                 | Солнечное сияние, часов за месяц.                 | Солнечное сияние, часов за месяц.                 | Солнечное сияние, часов за месяц.                 | Солнечное сияние, часов за месяц.                 | Солнечное сияние, часов за месяц.                 | Солнечное сияние, часов за месяц.                 | Солнечное сияние, часов за месяц.                 | Солнечное сияние, часов за месяц.                 | Солнечное сияние, часов за месяц.                 | Солнечное сияние, часов за месяц.                 | Солнечное сияние, часов за месяц.                 |
| Месяц                                             | Янв                                               | Фев                                               | Мар                                               | Апр                                               | Май                                               | Июн                                               | Июл                                               | Авг                                               | Сен                                               | Окт                                               | Ноя                                               | Дек                                               | Год                                               |
| Солнечное сияние, ч                               | 121                                               | 172                                               | 223                                               | 225                                               | 254                                               | 240                                               | 229                                               | 202                                               | 180                                               | 180                                               | 132                                               | 102                                               | 2261                                              |
| Солнечное сияние за 2009—2018 гг, часов за месяц. | Солнечное сияние за 2009—2018 гг, часов за месяц. | Солнечное сияние за 2009—2018 гг, часов за месяц. | Солнечное сияние за 2009—2018 гг, часов за месяц. | Солнечное сияние за 2009—2018 гг, часов за месяц. | Солнечное сияние за 2009—2018 гг, часов за месяц. | Солнечное сияние за 2009—2018 гг, часов за месяц. | Солнечное сияние за 2009—2018 гг, часов за месяц. | Солнечное сияние за 2009—2018 гг, часов за месяц. | Солнечное сияние за 2009—2018 гг, часов за месяц. | Солнечное сияние за 2009—2018 гг, часов за месяц. | Солнечное сияние за 2009—2018 гг, часов за месяц. | Солнечное сияние за 2009—2018 гг, часов за месяц. | Солнечное сияние за 2009—2018 гг, часов за месяц. |
| Месяц                                             | Янв                                               | Фев                                               | Мар                                               | Апр                                               | Май                                               | Июн                                               | Июл                                               | Авг                                               | Сен                                               | Окт                                               | Ноя                                               | Дек                                               | Год                                               |
| Солнечное сияние, ч                               | 138                                               | 182                                               | 250                                               | 253                                               | 244                                               | 263                                               | 225                                               | 191                                               | 175                                               | 165                                               | 138                                               | 116                                               | 2340                                              |
| ------------------------------------------------- | ------------------------------------------------- | ------------------------------------------------- | ------------------------------------------------- | ------------------------------------------------- | ------------------------------------------------- | ------------------------------------------------- | ------------------------------------------------- | ------------------------------------------------- | ------------------------------------------------- | ------------------------------------------------- | ------------------------------------------------- | ------------------------------------------------- | ------------------------------------------------- |

## Разное
Входит в Перечень населённых пунктов Забайкальского края, подверженных угрозе лесных пожаров, также несмотря на обилие лесных и земельных ресурсов(разработки драгметаллов и экспорта древесины) как один из самых бесперспективных и некомфортных для проживания городов Забайкальского края, с неэффективной работой городской, а так же районной администраций.

## Топографические карты
- Лист карты N-50-XXIV. Масштаб: 1 : 200 000. Указать дату выпуска/состояния местности.